# Vượt qua bến Thượng Hải
Vượt qua bến Thượng Hải là bộ phim điện ảnh lịch sử năm 2010 của Việt Nam do Hãng phim Hội nhà văn hợp tác với điện ảnh Trung Quốc sản xuất; được xem là phần sau của Nguyễn Ái Quốc ở Hồng Kông, dù với dàn diễn viên và đoàn phim khác. Phim được đạo diễn bởi Phạm Đông Vũ (Trung Quốc) và Triệu Tuấn (Việt Nam); cùng các diễn viên Việt Nam: Minh Hải, Mỹ Duyên và diễn viên Trung Quốc: Chương Diễm Mẫn, Tào Ngu. Phim do Nhà nước Việt Nam đặt hàng, có tổng kinh phí khoảng 15 tỉ VNĐ, trong đó 11 tỉ do Nhà nước đầu tư, phần còn lại do Hãng phim Hội điện ảnh Việt Nam kêu gọi tài trợ.

## Nội dung
Phim lấy bối cảnh sau khi Nguyễn Ái Quốc được đưa khỏi Hồng Kông, ông lên tàu sang Thượng Hải. Ðể tránh cái bẫy giăng sẵn của mật thám Pháp và Tưởng Giới Thạch, Nguyễn Ái Quốc tạm lánh vào tư dinh của một ông chủ người Hoa họ Long ở thành phố Hạ Môn.
Rồi chính khi mật thám săn lùng ráo riết nhất, ông lại từ Hạ Môn về Thượng Hải để lãnh đạo phong trào đấu tranh cách mạng của người Việt Nam ở Thượng Hải, gặp gỡ những bạn bè năm châu cùng chí hướng như bà Tống Khánh Linh, nhà văn Tào Ngu, nhà văn Paul Vaillant Couturier... 

## Phân vai
- Minh Hải vai Nguyễn Ái Quốc
- Lê Thái Hòa vai Ngũ Lang
- Mỹ Duyên vai Phương Thảo
- Chương Diễm Mẫn vai Tống Khánh Linh
- Quốc Quân vai Hổ
- Tào Ngu vai Lưu Mạo An
- Quang Lâm vai Nguyễn An Nhân
- Bắc Việt vai Long Gia
- Lan Phương vai Tiểu muội
- Nguyễn Tiến Thỏa vai Nguyễn Lương Bằng
- Nguyễn Xuân Hưng vai Hồ Tùng Mậu
- Mike vai Philip
- Evgeny Pazdnyakob vai Paul Vaillant Couturier
- Trương Vỹ vai Chị Yến
- Trương Mỹ vai Chị Ngô
- Vương Kỳ vai A Vọng
- Sarma vai Simetly
- Nhóm lồng tiếng: Đình Chiến, Minh Hòa

## Sản xuất
Dự án của của bộ phim ban đầu lấy tựa đề "Hành trình qua ba bể" dự định sản xuất trong năm 2008, vì thời gian duyệt, xây dựng kịch bản kéo dài và Trần Lực bận đạo diễn bộ phim Nhìn ra biển cả nên Hãng phim Hội điện ảnh Việt Nam phải tìm diễn viên khác thay thế.
Khác với Nguyễn Ái Quốc ở Hồng Kông, lần này, ekip làm phim người Trung Quốc thực hiện với tư cách làm dịch vụ cho phía Việt Nam. Bối cảnh phim cũng rộng hơn khi diễn ra ở cả Hạ Môn và Thượng Hải, nhiều nhân vật hơn và phim có nhiều tình tiết hư cấu. Diễn viên Minh Hải thay thế Trần Lực vào vai Nguyễn Ái Quốc, do đạo diễn Phạm Đông Vũ chọn lựa. Nữ diễn viên Mỹ Duyên nhận vai nữ chính, cô y tá Phương Thảo. Là một trong rất ít tác phẩm nghệ thuật đề cập đến chuyện tình cảm riêng tư liên quan đến Nguyễn Ái Quốc.
Để quay cảnh Nguyễn Ái Quốc đón Tết ở Hạ Môn, các đạo diễn phải lập một bàn thờ Tết đúng theo phong tục Việt: có cành hoa đào, mâm ngũ quả, bánh chưng. Giám đốc hãng Nguyễn Xuân Hưng chụp ảnh một bàn thờ với mâm ngũ quả ở Việt Nam gửi sang, để các đồng nghiệp ở Trung Quốc tìm mua và sắp xếp theo. Đoàn làm phim cẩn thận mang sang từ Việt Nam mấy chiếc bánh chưng và cả gói cốm làng Vòng, để làm đạo cụ.
Để quay bối cảnh ở Hội An và Sài Gòn những năm 1920-1930, các đạo diễn phải rất vất vả để tìm lại được các mẫu quần áo, dép râu và những biển hiệu cửa hàng ở Việt Nam thời kỳ đó. Lựa chọn diễn viên quần chúng, đạo diễn Phạm Đông Vũ yêu cầu phải là những người có hiểu biết về văn hóa và gần gũi với người Việt Nam, để thể hiện được cốt cách của người Việt Nam.
Bộ phim được quay tại trường quay Hoành Ðiếm và Thượng Hải, quay ngoại cảnh tại Nghệ An, Quảng Bình, Thanh Hóa, Quảng Nam. Bộ phim bấm máy vào tưc 3 năm 2010 và sau gần 3 tháng thì hoàn thành, tuy nhiên khâu hậu kỳ kéo dài gần một năm và phải quay thêm một số cảnh như: Nguyễn Ái Quốc gặp mặt những người hoạt động cách mạng ở Thượng Hải, cảnh đến thăm 11 em mồ côi - con của các chiến sỹ hi sinh trong cuộc “khủng bố trắng” ở Thượng Hải - truy quét lính khố xanh, đỏ giác ngộ cách mạng. Dự kiến, ban đầu phim sẽ thực hiện phụ đề tiếng Anh nhưng sau chuyển thành lồng thuyết minh để phù hợp với độc giả là người lớn tuổi Việt Nam.
Vai diễn Nguyễn Lương Bằng do Cục trưởng Cục quản lý giá lúc bấy giờ là Nguyễn Tiến Thỏa đóng.

## Phát hành
Phim dự định được phát sóng trên Đài Truyền hình Trung ương Trung Quốc; còn tại Việt Nam, phim sẽ được trình chiếu tại Megastar 1 tuần vào cuối tháng 8/2010. Được chọn là phim mở đầu cho đợt chiếu phim chào mừng cuộc bầu cử đại biểu Quốc hội khóa XIII, Hội đồng nhân dân các cấp nhiệm kỳ 2011 - 2016 và kỷ niệm 121 năm ngày sinh Chủ tịch Hồ Chí Minh.
Phim bản tiếng Trung của bộ phim có tựa đề Phong vũ quá tam giang.
Phim công chiếu tại Việt Nam từ ngày 17 tháng 12 năm 2010.
Minh Hải từng vào vai Bác Hồ trong một vở kịch truyền hình, anh cũng từng đi tuyển vào vai diễn này từ 2 phim Nguyễn Ái Quốc ở Hồng Kông đến Nhìn ra biển cả. Đạo diễn Đông Vũ chịu trách nhiệm đạo diễn hiện trường. Đạo diễn Triệu Tuấn kiểm soát phần âm thanh và toàn bộ hậu kỳ.